# Doron Lamb
Doron Lamb, né le 6 novembre 1991 dans le Queens, New York (États-Unis), est un joueur américain de basket-ball. Il évolue au poste d'arrière.

## Biographie

### Carrière universitaire
Avant l'université, Lamb est inscrit à l'Oak Hill Academy, un lycée qui a déjà formé plusieurs joueurs NBA (Carmelo Anthony, Rajon Rondo, Josh Smith) après avoir été diplômé, il rejoint l'équipe universitaire des Wildcats de l'université du Kentucky.
Lors de sa première saison, il se fait remarquer par son très bon pourcentage de tirs à 3 points. Sa bonne association avec Brandon Knight permet à l'équipe d'obtenir de bons résultats. Pour sa saison de sophomore (deuxième année), il améliore ses statistiques, toujours avec une bonne adresse aux tirs primés.
Lors du tournoi NCAA 2012 qui clôt la saison universitaire, les Wildcats emmenés par Anthony Davis remportent le titre. Doron Lamb est un grand artisan de la victoire, il réalise son meilleur match du tournoi en finale avec 22 points dont 3 paniers à trois points réalisés dans le dernier quart-temps.

### Carrière professionnelle
Lors de la draft 2012, Doron Lamb est sélectionné par les Bucks de Milwaukee en 42e position. Il participe à 23 rencontres avant d'être placé en D-League aux Mad Ants de Fort Wayne en janvier 2013. Le 21 février 2013, il est transféré au Magic d'Orlando à la faveur d'un trade. Il prend part ainsi à 53 rencontres avec la franchise floridienne mais est libérée à l'issue de la saison 2013-2014. Il s'engage en septembre 2014 avec une nouvelle franchise, les Mavericks de Dallas. Cependant, il ne joue que des matchs de pré-saison. Lamb retourne alors en D-League d'abord aux Legends du Texas puis aux Knicks de Westchester.
En novembre 2015, l'ancien arrière des Kentucky Wildcats s'envole pour l'Europe. Il rejoint d'abord le club monténégrin du KK Budućnost Podgorica  mais ne participe qu'à une seule rencontre de ligue adriatique et deux d'Eurocup. Fin décembre, Doron Lamb s'engage avec les turcs du Torku Konyaspor mais ne parvient pas à satisfaire les tests médicaux. Finalement, il retrouve un club en février 2016 en signant en Pro A avec le club francilien de la JSF Nanterre. 
A l'issue de cette expérience européenne, il retourne aux États-Unis en D-League de nouveau aux Knicks de Westchester.
Le 26 octobre 2023, il rejoint l'Union sportive monastirienne.

## Clubs successifs
- 2012-2013 : 
  -  Bucks de Milwaukee (NBA)
  -  Fort Wayne Mad Ants (D-League)
  -  Magic d'Orlando (NBA)
- 2013-2014 :  Magic d'Orlando (NBA)
- 2014-2015 : 
  -  Legends du Texas (D-League)
  -  Knicks de Westchester (D-League)
- 2015 :   KK Budućnost Podgorica (Ligue adriatique) 1 match
- 2016 :  JSF Nanterre (Pro A)
- 2016-2017 :  Knicks de Westchester (D-League)
- 2017-2018 :  Lavrio BC (ESAKE)
- 2023 :  Union sportive monastirienne (Ligue 1)

## Palmarès
- Tournoi NCAA : 2012